# 이효춘
이효춘(한국 한자: 李孝春, 1950년 2월 16일~)은 대한민국의 배우이다.
1968년 연극배우 첫 데뷔하였고 2년 후 1970년 TBC 동양방송 10기 공채 탤런트로 정식 데뷔하였다. 동기로는 김형자, 박혜숙, 김성환 등이 있다.
1973년 KBS 《파도》로 주인공을 처음 맡았을 때에는 ‘중앙대 연극영화과 학사출신 신인 연기자, 주인공 파격 캐스팅’이라며 언론의 조명을 받았다. 그 후로 줄곧 가난하고 청순가련한 비련의 여주인공 역할만 맡게 되었는데 《청춘의 덫》에서는 비련의 여주인공 윤희 역을 맡아 '최고의 멜로여왕'이라는 찬사를 들었다.
1994년 SBS 《이 여자가 사는 법》에서 공주병에 걸린 애교만점 아내 역을 맡으면서 이미지가 바뀌어 한동안은 귀엽고 사랑스러운 아내 역을 주로 맡았다. 2000년대에 들어서도 애교 많은 엄마, 슬픔 많은 엄마 역을 모두 잘 소화해내며 안방극장에서 활약하였다.

## 생애
1950년 2월 16일 광주광역시북구운암동에서 출생하였다. 광주여자고등학교를 거쳐 중앙대학교 연극영화과를 졸업하였다. 또한 동 대학원에도 진학했다. 특유의 청초하고 여성미 넘치는 얼굴로 70년대 멜로드라마의 단골 여주인공이었다. 특히 1978년 드라마 청춘의 덫의 여주인공 서윤희 역으로 엄청난 인기를 끌었다.
데뷔는 TBC에서 하였으나 이후 KBS를 거쳐 MBC에서 활동했다. 당시 김자옥, 김영애와 더불어 MBC 트로이카로 불렸다.

## 학력
- 광주여자고등학교 (졸업)
- 중앙대학교 연극영화학과 (졸업)
- 중앙대학교 대학원 연극영화학과 (졸업)

## 연기 활동

### 드라마
- 1972년 KBS 주간드라마 《임진왜란》
- 1972년 KBS 주간드라마 《용바위》
- 1973년 KBS 주간드라마 《파도》 ... 선희 역
- 1974년 KBS 주간드라마 《실화극장 - 너와 나》
- 1974년 KBS 일일연속극 《에루야》 ... 송이 역
- 1975년 KBS 주간드라마 《삼거리집》
- 1975년 KBS 주간드라마 《대동강》
- 1975 ~ 1977년 MBC 청소년드라마 《제3교실》 ... 상담교사 역
- 1975년 KBS 주간드라마 《포교 석일도》
- 1976년 KBS 주간드라마 《산비둘기》
- 1976년 KBS 일일연속극 《전천후 사나이》
- 1976년 MBC 주간드라마 《들장미》 ... 혜란 역
- 1977년 MBC 주간드라마 《아내》
- 1977년 MBC 일일연속극 《당신》
- 1978년 MBC 특집드라마 《봄이 오면》
- 1978년 MBC 주말연속극 《청춘의 덫》 ... 서윤희 역
- 1979년 MBC 신년특집극 《까치골의 봄》
- 1979년 MBC 주말연속극 《봄비》 ... 윤세화 역
- 1979년 MBC 일일연속극 《소망》
- 1979년 MBC 8.15특집극 《한국인》
- 1979년 MBC 주말연속극 《산이 되고 강이 되고》
- 1979년 MBC 추석특집극 《먼길도 아닌데》
- 1980년 MBC 특집드라마 《석유》
- 1980년 MBC 주간드라마 《백년손님》
- 1980년 MBC 주간드라마 《딸》
- 1981년 MBC 대하드라마 《한강》
- 1981년 MBC 일일연속극 《사랑합시다》
- 1981년 MBC 주말연속극 《야상곡》
- 1982년 MBC 대하드라마 《여인열전 - 서궁마마》 ... 폐비 유씨 역
- 1982년 MBC 특집드라마 《떡잎의 춤》
- 1982년 MBC 수요단막극 《새벽을 깨우리로다》
- 1982년 MBC 일일연속극 《어제 그리고 내일》
- 1983년 MBC 주간드라마 《아들아 내 아들아》
- 1983년 MBC 수요단막극 《야행》
- 1984년 KBS2 주말연속극 《미망인》
- 1984년 KBS2 일일연속극 《행복전쟁》
- 1988년 KBS1 일일연속극 《사랑의 기쁨》
- 1989년 KBS2 미니시리즈 《절반의 실패》〈성의 소외〉
- 1990년 KBS2 미니시리즈 《그대 아직도 꿈꾸고 있는가》 ... 차문경 역
- 1990년 KBS2 주말연속극 《꽃 피고 새 울면》 ... 윤주 역
- 1990년 KBS2 미니시리즈 《지워진 여자》
- 1991년 KBS1 대하드라마 《왕도》 ... 화완옹주 역
- 1991년 KBS1 일일연속극 《옛날의 금잔디》 ... 신혜선 역
- 1992년 KBS2 단막극 《드라마게임 - 애인》
- 1993년 KBS2 단막극 《드라마게임 - 가을비 우산속》
- 1993년 SBS 주말극장 《산다는 것은》 ... 홍성표 역
- 1994년 SBS 주말극장 《이 여자가 사는 법》 ... 유순애 역
- 1995년 KBS1 추석특집극 《끈》
- 1995년 MBC 아침드라마 《진실》 ... 김윤희 역
- 1995년 SBS 특별기획 《코리아게이트》
- 1996년 SBS 주말극장 《부자유친》 ... 오효심 역
- 1996년 MBC 아침드라마 《길 위의 여자》 ... 서윤숙 역
- 1997년 SBS 일일드라마 《행복은 우리 가슴에》 ... 봉순 역
- 1997년 SBS 주말극장 《아름다운 죄》 ... 윤정숙 역
- 1999년 SBS 주말극장 《파도》 ... 영노의 고모 역
- 2000년 SBS 아침연속극 《착한 남자》 ... 한여진 역
- 2000년 KBS2 주말연속극 《태양은 가득히》 ... 민해숙 역
- 2001년 MBC 주말연속극 《그 여자네 집》 ... 영욱 모 역
- 2002년 KBS2 미니시리즈 《겨울연가》 ... 상혁 모 역
- 2002년 MBC 주말연속극 《그대를 알고부터》 ... 김영숙 역
- 2002년 KBS1 일일연속극 《당신 옆이 좋아》 ... 박정혜 역
- 2003년 MBC 주말연속극 《죽도록 사랑해》 ... 설희 모 역
- 2003년 SBS 드라마 스페셜 《연인》 ... 정화자 역
- 2003년 SBS 대하사극 《왕의 여자》 ... 의인왕후역
- 2003년 MBC 일일연속극 《귀여운 여인》 ... 심청자 역
- 2004년 KBS1 일일연속극 《금쪽같은 내 새끼》 ... 이선자 역
- 2004년 MBC 특별기획드라마 《영웅시대》 ... 현영순 역
- 2005년 SBS 주말극장 《그 여름의 태풍》 ... 강정옥 역
- 2005년 MBC 수목미니시리즈 《영재의 전성시대》 ... 김순점 역
- 2006년 KBS2 아침드라마 《그 여자의 선택》 ... 지순자 역
- 2006년 KBS2 주말연속극 《소문난 칠공주》 ... 나설칠 생모 역
- 2007년 MBC 일일연속극 《나쁜 여자 착한 여자》 ... 이경선 역
- 2007년 SBS 특별기획 《푸른 물고기》 ... 최민자 역
- 2007년 MBC 아침드라마 《그래도 좋아!》 ... 나정희 역
- 2009년 MBC 일일연속극 《밥 줘》 ... 박순자 역
- 2009년 KBS2 주말연속극 《수상한 삼형제》 ... 전과자 역
- 2010년 MBC 특별기획 주말드라마 《욕망의 불꽃》 ... 강금화 역
- 2011년 MBC 아침드라마 《당신 참 예쁘다》 ... 김순이 역
- 2011년 SBS 특별기획 《폼나게 살거야》 ... 모성애 역
- 2012년 MBN 미니시리즈 《수상한 가족》 ... 왕희영 역
- 2012년 MBC 아침드라마 《사랑했나봐》 ... 진애영 역
- 2013년 SBS 월화드라마 《장옥정, 사랑에 살다》 ... 장렬왕후 역
- 2014년 MBC 아침드라마 《모두 다 김치》 ... 나은희 역
- 2014년 KBS1 일일연속극 《당신만이 내사랑》 ... 지수연 / 지길자 역
- 2016년 MBC 아침드라마 《좋은사람》 ... 차옥심 / 변여사 역
- 2019년 MBC 아침드라마 《모두 다 쿵따리》 ... 나은희 역 (우정출연)
- 2021년 TV조선 토일드라마 《결혼작사 이혼작곡》 ... 모서향 역
- 2021년 TV조선 토일드라마 《결혼작사 이혼작곡 2》 ... 모서향 역
- 2022년 TV조선 토일드라마 《결혼작사 이혼작곡 3》 ... 모서향 역
- 2024년 MBC 저녁일일드라마 《친절한 선주씨》... 한만은 역

### 영화
- 2006년 《도레미파솔라시도》 ... 은규의 어머니 역
- 1975년 《내시의 아내》
- 1974년 《이중섭》
- 1974년 《연화 2》
- 1974년 《연화》

### CF
- 1977년 한국화이자 코푸렐
- 1977년 성림우유 바이오 요구르트
- 1985 ~ 1986년 롯데제과 (빠다 코코낫, 스카치 캔디)
- 1985년 태광산업 비둘기표 수편사
- 1986년 LG생활건강 하이타이
- 1986 ~ 1988년 대일화학(대일시프, 대일 물파스, 자미펜, 한방여성모, 빠삐자기방) 전속모델
- 1991년 해태제과 빅 후렌치파이
- 1992년 해태냉동 도시락 불고기
- 2011년 웅진코웨이 리홈 쿠첸 압력밥솥

### 예능
- MBC 《세바퀴》
- KBS2 《마마도》

## 수상
- 1974년 제10회 백상예술대상 TV부문  여자 신인연기상
- 1977년 MBC 연기대상 여자 탤런트부문
- 1977년 MBC 연기대상 탤런트부문 여자 최우수연기상